# Paavo Siljamäki
Paavo Olavi Siljamäki (ur. 25 kwietnia 1977) – fiński DJ i producent muzyczny. Jest członkiem grupy Above & Beyond.

## Życiorys
Zainteresowanie Siljamäki muzyką pojawiło się już we wczesnych latach jego życia. Gdy skończył 5 lat, zaczął grać na pianinie i wiolonczeli. Swój pierwszy utwór skomponował w wieku 15 lat. Następnie przeniósł się do Helsinek, gdzie uczęszczał tam do liceum muzycznego. Po kilku latach produkowania muzyki w rodzimym kraju wyjechał do Anglii na studia. Wydawał tam swoje produkcje pod pseudonimem Silky-Mac. Poznał tam Jonathana Granta, z którym stworzyli zespół pod nazwą Anjunabeats. Po tym, gdy dołączył do nich Tony McGuinness, grupa ostatecznie zmieniła nazwę na Above & Beyond.

## Dyskografia

### Single
- 2003 Remember / Amnesiac
- 2004 Gravity

### Współpraca
Poniższa lista to produkcje Paavo i innych artystów pod różnymi aliasami:
- 2000 Volume One (With Jono Grant) [jako Anjunabeats]
- 2000 Disco Fans (With Jono Grant) [jako Dirt Devils]
- 2000 Different Ways (With Jono Grant) [jako Free State]
- 2001 Release (With Jono Grant) [jako Free State]
- 2001 The Drill (With Jono Grant) [jako Dirt Devils]
- 2001 Volume One (Remixes) (With Jono Grant) [jako Anjunabeats]
- 2002 The Drill (With Jono Grant) [jako Dirt Devils]
- 2002 Different Ways (With Jono Grant) [jako Free State]
- 2002 Liquid Sweep (With Super8) [jako Aalto]
- 2003 Release (With Jono Grant) [jako Free State]
- 2003 The Storm (With Jono Grant) [jako Zed-X]
- 2003 Rush (With Super8) [jako Aalto]
- 2003 Music Is Life (With Jono Grant) [jako Dirt Devils]
- 2004 Music Is Life (With Jono Grant) [jako Dirt Devils]
- 2004 Volume One (With Jono Grant) [jako Anjunabeats]
- 2004 Liquid Sweep (With Super8) [jako Aalto]
- 2004 Taurine (With Super8) [jako Aalto]
- 2004 Rush (With Super8) [jako Aalto]
- 2005 Release (With Jono Grant) [jako Free State]
- 2005 Resolution (With Super8) [jako Aalto]
- 2005 Different Ways (With Jono Grant) [jako Free State]
- 2006 5 (With Super8) [jako Aalto]
- 2006 Volume One (Remixes) (With Jono Grant) [jako Anjunabeats]
- 2006 Untitled Audio (With Mike Koglin) [jako P.O.S]
- 2009 Autumn (With Mike Koglin) [jako P.O.S]